# Otto Burg
Otto Burg (geboren 27. Oktober 1832 in Berlin; gestorben 9. November 1894) war ein deutscher Chemiker, Fabrikant und Politiker.

## Leben
Otto Burg studierte Naturwissenschaften in Leipzig und wurde promoviert. Er besaß und leitete chemische Fabriken in Preußen und im Ausland. Seit Anfang der 1870er Jahre war er vorwiegend mit wissenschaftlichen Arbeiten beschäftigt und publizierte in den Berichten der Deutschen Chemischen Gesellschaft.
Burg war 2. Vorsitzender des Berliner Handwerkervereins, war im Vorstand der Gesellschaft für Verbreitung von Volksbildung und engagierte sich im Centralverein für das Wohl der arbeitenden Klassen.
Burg war Mitglied der Nationalliberalen Partei. 1877 wurde er in einer Nachwahl im Wahlkreis West- und Ostprignitz ins Preußische Abgeordnetenhaus gewählt, aus dem er bei der nächsten Wahl 1879 wieder ausschied.